# Navifon
NaviFon (НавиФон) — полноценная автомобильная GPS навигация, разработанная специально для мобильных устройств и обладающая всеми функциями портативного навигатора. Работает на всех мобильных платформах: Windows Mobile, iPhone, Java, Symbian S60 ed.3 и S60 ed.5., Android OS, BlackBerry и Bada OS. NaviFon является уникальной навигацией, позволяющей пользователю использовать своё мобильное устройство, как полноценный GPS навигатор.

## Возможности
- Кроссплатформенность
- Поиск по адресам и объектам на карте
- Сервис информации о камерах слежения и пробках на дорогах
- Пешеходные и Автомобильные маршруты
- Поиск POI точек интереса
- Просмотр информации о ближайших объектах
- Универсальный личный кабинет на сайте
- Поиск по координатам
- Маршрут до перекрестка
- Загрузка самых свежих карт
- Погода на местности
- Отчет о маршруте
- 3D развязки и ночной режим навигации
- Оповещение о местоположении по смс

## Подробнее о программе
С 2007 года программа NaviFon встраивается по все телефоны компании Samsung с поддержкой функции GPS навигации. Навигация NaviFon является одной из лидеров рынка мобильных GPS приложений. Приложение предоставляет самые новые и точные карты от компании-партнера Navteq. Загрузка карт навигации, информации о пробках и камерах слежения осуществляется с помощью подключения мобильного устройства к Интернету, по GRPS, Wifi каналам. Так же у программы есть видео инструкции по пользованию, с помощью которых любой сможет быстро и легко разобраться в приложении. Оформить подписку на навигацию можно напрямую в приложении в разделе Мой аккаунт.

## Отзывы в интернете и критика
...NaviFon  обеспечивает бескомпромиссную навигацию самого высокого класса на устройствах с минимальными системными ресурсами (мобильных телефонах). Кроме того, пользователи NaviFon всегда имеют доступ к самым актуальным картам и оперативно получают самую свежую информацию о текущей ситуации на дорогах в какой бы стране они не находились. И если Вы часто путешествуете, но не любите или не хотите брать с собой множество проводов и приборов для навигации то стоит серьёзно задуматься о приобретении абонентского пакета, на один месяц или на год, в который уже включена и навигация и предупреждение о камерах слежения за нарушениями ПДД«Александр Петров и Зорин Виктор. Портал Gps-club» сентябрь 2009 г
...В программе NaviFon также есть несколько режимов прокладки маршрута: по основным дорогам, кратчайший, бездорожье, с использованием сервиса Яндекс.Пробки. Режим бездорожья можно использовать и при пешеходной навигации, так как в этом режиме маршрут может проходить по дворам, газонам и так далее. Поддерживается автоматическая коррекция маршрута при отклонении от него. Но стоит помнить, что в отличие от Nokia Maps маршрут рассчитывается на сервере, а значит, требуется подключение к интернету. В режиме навигации на экране программы отображается следующая информация: направление следующего поворота, расстояние до него, улица, предполагаемое время прибытия в точку назначения и расстояние до неё, уровень пробок в виде светофора с цифрой от 0 до 10, текущая скорость движения«Приемченко Константин, MForum.ru» июль 2010 г

## Обзоры приложения и ссылки на ресурсы
1. ↑  Навигационная программа NaviFon знает где установлены камеры слежения за нарушениями ПДД Архивировано 13 апреля 2013 года.
2. 1 2  Mobile-review.com Обзор навигационной программы «Мобильный Навигатор» (NaviFon). Дата обращения: 23 июня 2011. Архивировано 30 августа 2011 года.
3. ↑  Samsung.NaviFon: Навигация GPS для мобильных телефонов Samsung! • GPS, навигация в мобильном, пробки, карты gps, спутниковая навигация, автомобильная навигация, навигация для  … Архивировано 20 марта 2011 года.
4. ↑  SAMSUNG GT-S8300 GT-S8300KBASER
5. ↑  Обзор карт от NAVTEQ: NaviFon и Ovi Maps - Сотовик. Дата обращения: 23 июня 2011. Архивировано 11 июня 2011 года.
6. ↑  Сравнительный обзор навигационных программ Nokia Ovi Maps и NaviFon. Дата обращения: 23 июня 2011. Архивировано 16 ноября 2011 года.
7. ↑  Тест навигационной программы Samsung Mobile Navigator. Часть 1 Архивировано 30 декабря 2011 года.
8. ↑  Навигационная программа NaviFon знает где установлены камеры слежения! Архивировано 13 апреля 2013 года.,«Портал GPS-club», сентябрь 2009 г
9. ↑  Сравнительный обзор навигационных программ Nokia Ovi Maps и NaviFon Архивная копия от 16 ноября 2011 на Wayback Machine,«Портал Mforum», июль 2010 г